# ارتش آزادی‌بخش میهنی الجزایر
ارتش آزادی‌بخش میهنی (به عربی: جیش التحریر الوطنی)، (به فرانسوی: Armée de Libération Nationale نام اختصاری ALN) شاخه نظامی جبهه آزادی‌بخش میهنی در دوران جنگ استقلال الجزایر بود.
این ارتش پس از استقلال الجزایر از فرانسه در ۱۹۶۲ به نیروی نظامی رسمی جمهوری الجزایر تبدیل شد، اما رهبری آن همچنان نقش مهمی در سیاست الجزایر بازی می‌کرد، آنچنان که در کودتای سال ۱۹۶۵ هواری بومدین نیز دیده شد.